# 大竹里 (堡里)
大竹里，是台灣南部自清治時期至日治初期的一個行政區劃，其範圍包括今高雄市的旗津區、鹽埕區、前金區、新興區、苓雅區全部，鳳山區中西部、三民區西部及前鎮區北部。
大竹里西南邊瀕臨台灣海峽，西北邊為興隆內里，東北邊為赤山，東邊為小竹上里，東南邊為鳳山上里，南邊為鳳山下里。

## 管轄街庄
大竹里原轄22個街庄，1912年（大正元年）9月21日合併鹽埕庄、旗後街、烏松庄3個街庄，以及興隆內里的哨船頭街、鹽埕埔庄2個街庄為打狗（街庄層級），置於大竹里之下，大竹里剩餘20個街庄：
- 今鳳山區境內：鳳山街、竹仔腳庄、新庄仔庄、道爺廍庄、七老爺庄、新甲庄、五甲庄
- 今前鎮區境內：籬仔內庄、戲獅甲庄、前鎮庄
- 今旗津區境內：中洲庄
- 今鼓山區、旗津區、鹽埕區境內：打狗
- 今三民區境內：大港庄、三塊厝庄
- 今前金區境內：前金庄
- 今新興區境內：大港埔庄
- 今苓雅區境內：苓雅藔庄、過田仔庄、林德官庄、五塊厝庄